# Torre Guinigi
Torre Guinigi  eller Guinigitårnet er det vigtigste og mest berømte tårn i den italienske by Lucca i Toscana. Det er et typisk eksempel på sen romansk-gotisk arkitektur.  
Tårnet er et af de få tilbageværende tårne, som er placeret inden for bymuren. På toppen er der anlagt en have, hvor der er plantet træer.
Torre Guinigi kan dateres tilbage til 1300-tallet, da flere rige familier begyndte at opføre klokketårne i byen som et statussymbol. Køkkenet i bygningen lå oprindeligt lige under tagetagen, og haven fungerede derfor som køkkenhave.
Træerne på toppen af tårnet er gamle stenege, der symboliserer genfødsel og fornyelse.
Tårnet blev doneret til den lokale regering af efterkommere af Guinigi-familien.